# Pavetta triflora
Pavetta triflora är en måreväxtart som först beskrevs av Johann Georg Adam Forster, och fick sitt nu gällande namn av Dc.. Pavetta triflora ingår i släktet Pavetta och familjen måreväxter. Inga underarter finns listade i Catalogue of Life.